# Mistrzostwa Świata w Łucznictwie 1955
17. Mistrzostwa Świata w Łucznictwie odbyły się 19–22 lipca 1955 w Helsinkach w Finlandii. Organizatorem była Międzynarodowa Federacja Łucznicza.
Polska wywalczyła dwa medale. Katarzyna Wiśniowska została najlepszą łuczniczką na świecie, a razem z Marią Cugowską
i Janiną Spychajową wywalczyła brąz w drużynie. Dla 54-letniej Spychajowej był to ostatni medal mistrzostw globu.

## Medaliści

### Strzelanie z łuku klasycznego
| Konkurencja            | Złoto                                                               | Srebro                                                            | Brąz                                                               |
| Indywidualnie kobiet   | Katarzyna Wiśniowska                                                | Joyce Warner                                                      | Impi Hartikainen                                                   |
| Indywidualnie mężczyzn | Nils Andersson                                                      | Robert Rhode                                                      | Bertil Olsson                                                      |
| Drużynowo kobiet       | Wielka Brytania · Patricia Flower · Winifred Simpson · Joyce Warner | Finlandia · Impi Hartikainen · Ilta-Meri Santaoja · Daggie Hellen | Polska · Katarzyna Wiśniowska · Maria Cugowska · Janina Spychajowa |
| Drużynowo mężczyzn     | Szwecja · Nils Andersson · Bror Lundgren · Bertil Olsson            | Finlandia · Tapio Rautavaara · Yrjö Pelli · Heikki Taipale        | Belgia · Jean van den Bosch · Paul Prieels · Andre Duval           |

## Klasyfikacja medalowa
| Lp. | Państwo           | Złoto | Srebro | Brąz | Razem |
| 1.  | Szwecja           | 2     | 0      | 1    | 3     |
| 2.  | Wielka Brytania   | 1     | 1      | 0    | 2     |
| 3.  | Polska            | 1     | 0      | 1    | 2     |
| 4.  | Finlandia         | 0     | 2      | 1    | 3     |
| 5.  | Stany Zjednoczone | 0     | 1      | 0    | 1     |
| 6.  | Belgia            | 0     | 0      | 1    | 1     |